# Carl Woese
Carl Richard Woese (Syracuse,  New York, 1928. július 15. – Urbana, Illinois, 2012. december 30.) amerikai mikrobiológus, az Illinois-Urbana Egyetem (University of Illinois-Champaign-Urbana) professzora. Főbb kutatási területei: archeák (Archaeae), genomika, molekuláris evolúció. Az amerikai mellett tagja a svéd és az angol tudományos akadémiának is.
1977-ben Woese a riboszomális RNS-analízis alapján azonosította az élő szervezetek egy új csoportját, az ősbaktériumokat, azaz az archeákat (Archaeae). 1994-ben Gary Olsen, Woese és Ross Overbeek áttekintették és összegezték a prokarióták fejlődéstörténetét, melynek hatására a tudósok átértelmezték a mikroorganizmusok szerepét és fontosságát a földi életben.

## Élete, munkássága
1950-ben végzett matematika-fizika szakon az Amherst College-ban, majd a Yale Egyetemen 1953-ban megszerezte biofizika Ph.D.-ját. Miután megkapta posztdoktoriját (Biofizika, Yale Egyetem, 1953–1960) is, előbb 1960–1963 között biofizikusként a GE kutatólaboratóriumában, majd élete végéig a mikrobiológia professzoraként az Urbana-Champaign-i Illinois Egyetemén dolgozott.

A baktériumok, az archeák és az eukarióták feltételezett leszármazását bemutató, RNS adatokon alapuló filogenetikus fa

 Carl Woese munkásságának legfőbb eredményei megalapozták a bakteriális filogenezis létrejöttét.

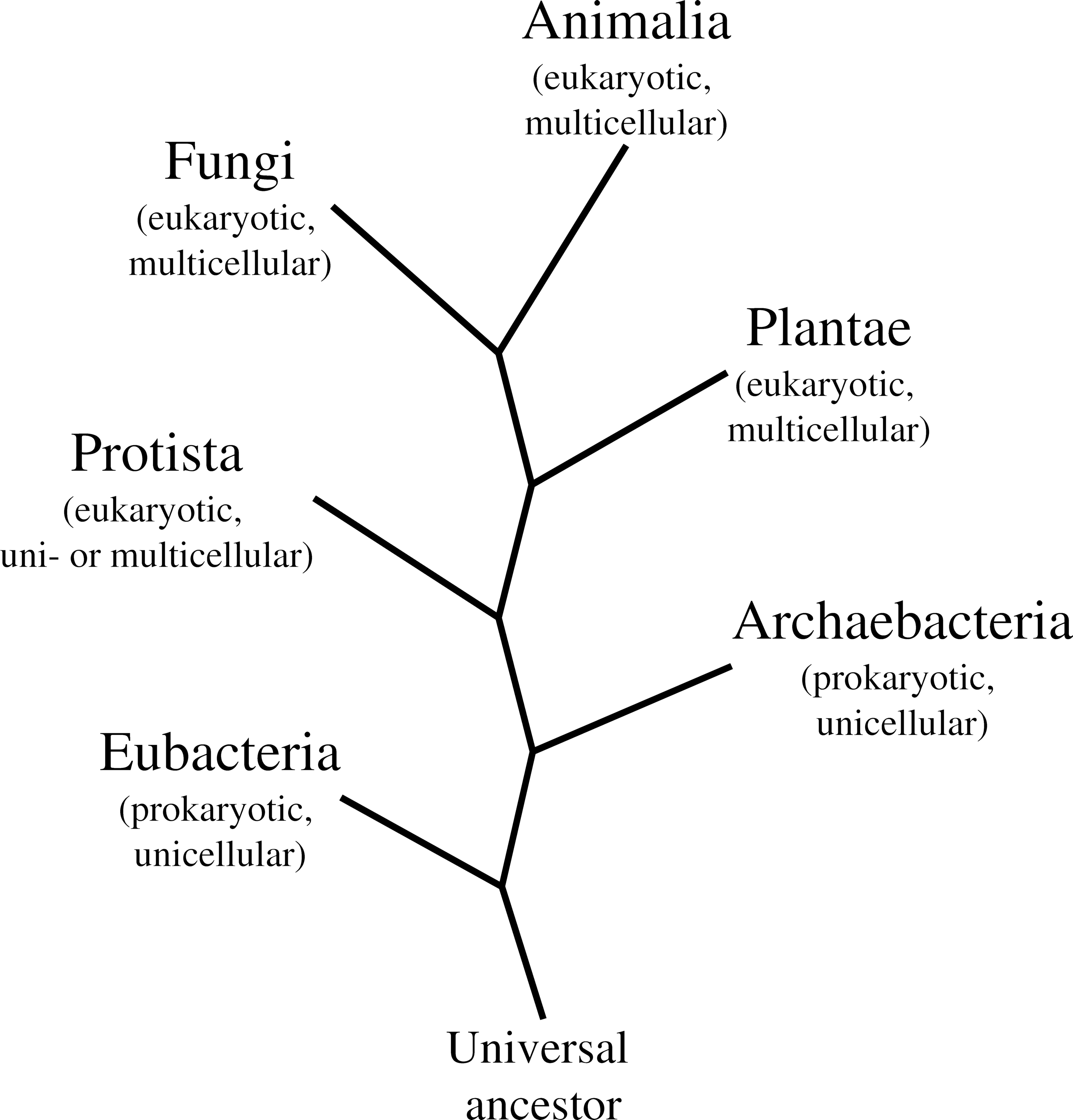
Az élőlények leszármazási rendszere Woese (1977) alapján Brock Biology of Microorganisms (1997) könyvéből

1977-ben publikálták Woese és kollégája, G. E. Fox filogenetikai értekezését, ami azzal hökkentette meg a tudományos világot, hogy kijelentették: a mikrobák, amiket ma archaeákként ismerünk, elkülönültek a baktériumoktól, mint a növények és az állatok. Ezt a felfedezést megelőzően a tudósok a baktériumokkal egy csoportba sorolták az archeákat, és bizonygatták, hogy az élet fejlődési törzsfájának két fő csoportja a baktériumok (sejtmag nélküli egysejtűek, melyeket prokariótáknak hívtak), és 'minden más' (sejtmagvas egysejtűek, gombák, növények és állatok, azaz az eukarióták) voltak. Az új felfedezés nyomán az élővilág rendszere háromdoménűre egészült ki, azaz az élővilág filogenetikus osztályozásának legmagasabb egységeit immár az archeák (Archaea), a baktériumok (Bacteria) és az eukarióták alkotják.
Az Archeák a baktériumoktól eltérő evolúciós vonalat képviselnek. Ez az új filogenetikus osztályozás a 16S riboszomális RNS szekvenálásán alapult, és a prokariótákat két evolúciós doménre osztotta, kialakítva így a 3 doménes rendszert.
Woese tagja volt a en:National Center for Science Education-nek (NCSE).

## Díjai
Elismerve eredményeit, megkapta:
- 1984-ben a John D. és Catherine T. MacArthur Alapítvány "Genius" díját,
- 1992-ben a Leeuwenhoek érmet – a holland Királyi Tudományos Akadémia díja, amely a mikrobiológia tudományának legnagyobb kitüntetése,
- 2000-ben a National Medal of Science – az Amerikai Egyesült Államok elnöke adományozza évente a tudósok és mérnökök részére, és
- 2003-ban a Crafoord-díjat, biológiai tudományok kategóriában, melyet a Svéd Királyi Tudományos Akadémia által kinevezett bizottság ítél oda.[13]